# James Hansen

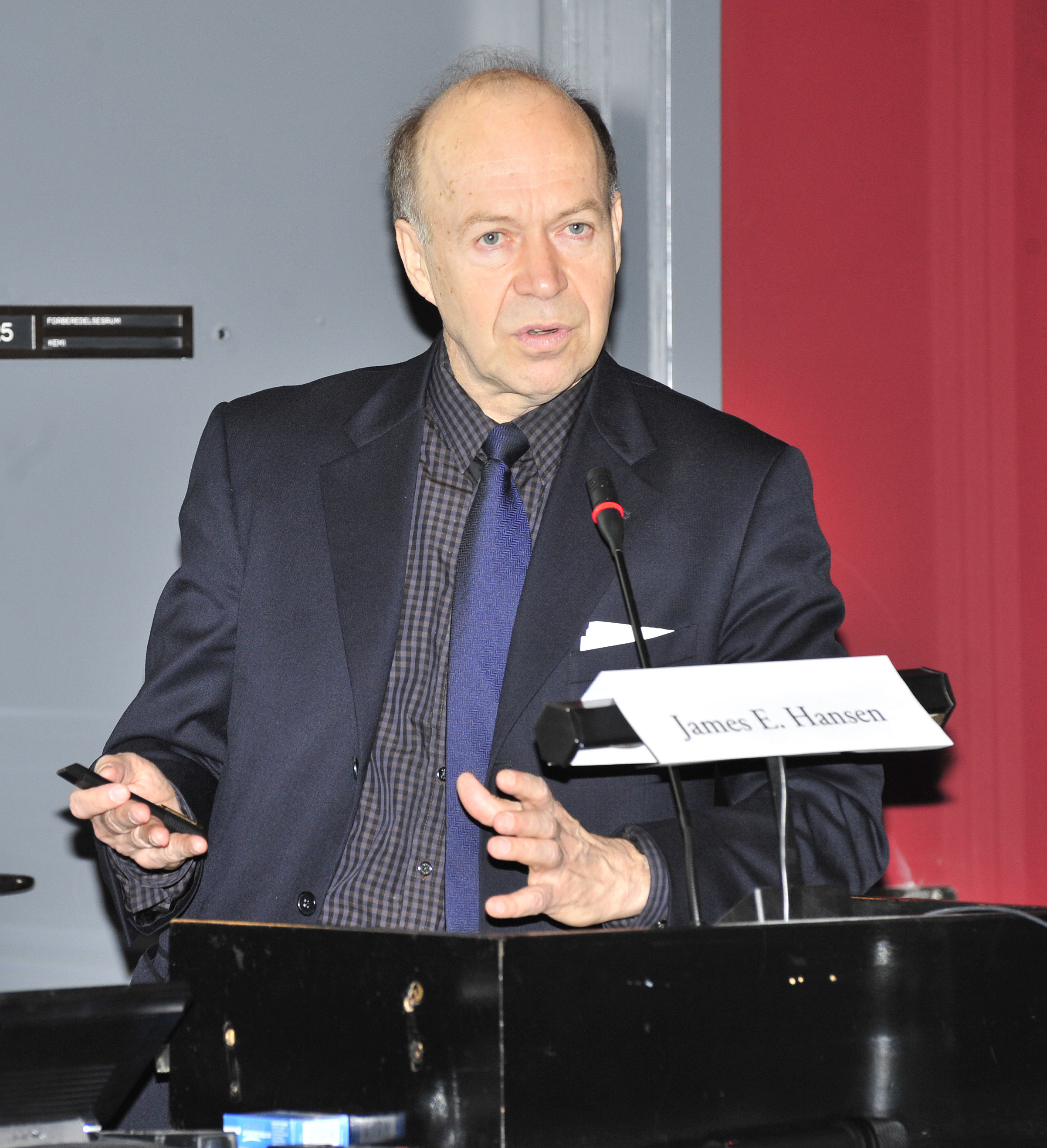
James Hansen in 2009

James E. Hansen (Denison, Iowa, 29 maart 1941) is een Amerikaans natuurkundige die tussen 1981 en 2013 aan het hoofd stond van het Goddard Institute for Space Studies van NASA. Hij is hoogleraar bij het departement Aard- en milieuwetenschappen bij de Columbia-universiteit.
James Hansen staat bekend om zijn werk op het gebied van de opwarming van de Aarde en zijn publieke engagement op dit onderwerp. Zijn getuigenis voor het Amerikaanse congres over klimaatverandering in 1988 hielp dit onderwerp op de politieke agenda te zetten.
In 2009 won hij de Carl-Gustaf Rossby-medaille van de American Meteorological Society.